# Kateryna Zoubkova
Kateryna Zoubkova, née le 14 juillet 1988 à Kharkiv, est une nageuse ukrainienne, spécialiste du dos crawlé et du papillon.
Elle a participé aux Jeux olympiques en 2004 et 2008. 

## Biographie
En 2004, sa première année au niveau senior, elle remporte le titre européen du 100 m dos. Lors des Championnats du monde 2007, elle a une altercation avec son entraîneur qui est également son père. La justice australienne interdira à Zoubkov de s'approcher de sa fille, ni même de lui téléphoner. Lors des Championnats du monde en petit bassin 2008, elle décroche ses deux seules médailles mondiales avec l'argent sur le 100 m dos et la bronze sur le 50 m dos.

## Palmarès

### Championnats du monde
Petit bassin
- Championnats du monde 2008 à Manchester ( Royaume-Uni) :
  -  Médaille d'argent sur 100 m dos
  -  Médaille de bronze sur 50 m dos

### Championnats d'Europe
Petit bassin
- Championnats d'Europe 2004 à Vienne ( Autriche) :
  -  Médaille d'or sur 100 m dos
- Championnats d'Europe 2008 à Rijeka ( Croatie) :
  -  Médaille d'or sur 50 m dos
  -  Médaille d'or sur 100 m dos